# Gyrano Kerk
Gyrano Kerk, né le 2 décembre 1995 à Amsterdam aux Pays-Bas, est un footballeur international surinamien, qui évolue au poste d'ailier droit au Royal Antwerp FC.

## Biographie

### Débuts au FC Utrecht
Né à Amsterdam aux Pays-Bas, Gyrano Kerk est formé par le FC Utrecht, qu'il rejoint en 2012. Il joue son premier match en équipe première le 22 janvier 2014, lors d'une rencontre de Coupe des Pays-Bas face au NEC Nimègue. Il entre en jeu ce jour-là et son équipe s'incline part un but à zéro. Il joue son premier match en Eredivisie le 28 septembre de la même année, lors d'un match perdu face au FC Twente (3-1). Une semaine plus tard, le 4 octobre, il inscrit son premier but en professionnel lors de la défaite de son équipe face au Go Ahead Eagles (2-3).

### Helmond Sport
Pour la saison 2015-2016 Kerk est prêté à Helmond Sport, en deuxième division néerlandaise. Le 16 octobre 2015 il inscrit son premier but pour le club face au FC Eindhoven en championnat. Il délivre également une passe décisive après avoir ouvert le score et contribue ainsi à la victoire de son équipe (1-4).

### Retour à Utrecht
Il fait son retour dans son club formateur lors de la saison 2016-2017. Il joue un total de 19 matchs pour 4 buts toutes compétitions confondues cette année-là. C'est lors de la suivante, en saison 2017-2018, qu'il s'impose comme un titulaire au FC Utrecht, où cette fois il signe 8 buts en 41 matchs.
Le 15 août 2019 il prolonge son contrat jusqu'en 2023 avec Utrecht.
Lors du mercato d'été 2020, Kerk est proche de rejoindre le Cagliari Calcio mais il reste finalement à Utrecht et il fait une saison pleine en 2020-2021 avec un total de huit buts et sept passes décisives en 38 matchs toutes compétitions confondues.
Ses prestations ne passent pas inaperçues et lors de l'été 2021 le RSC Anderlecht tente de le recruter mais l'offre de 4 millions d'euros faite à Utrecht est repoussée par le club néerlandais.

### Lokomotiv Moscou
Le 1er septembre 2021, Gyrano Kerk signe en faveur du club russe du Lokomotiv Moscou dans le cadre d'un contrat de quatre ans. Il joue son premier match lors d'une rencontre de championnat face au Krylia Sovetov Samara, le 11 septembre 2021. Il est titularisé et son équipe s'impose par deux buts à zéro.

### Royal Antwerp FC
Le 28 janvier 2023, Gyrano Kerk est prêté au Royal Antwerp FC jusqu'à la fin de la saison.
Le 5 juillet 2023, le Royal Antwerp FC obtient la prolongation du prêt de Gyrano Kerk pour une saison supplémentaire.

## Palmarès
Royal Antwerp FC
- Champion de Belgique en 2023
- Vainqueur de la Coupe de Belgique en 2023
- Vainqueur de la Supercoupe de Belgique en 2023